# Accuracy International AWM
Accuracy International AWM (Arctic Warfare Magnum) - британская снайперская винтовка, разработанная в компании Accuracy International под винтовочный патрон Magnum.
Комплектуется оптическим прицелом. Является частью линейки AW ( Arctic Warfare)

## Описание
В 1996 году Британская компания «Accuracy International» разработала и начала производство снайперской винтовки «Accuracy International AWM». По сути это винтовка из линейки «Arctic Warfare» доработанная под более мощный патрон марки Магнум, что позволяло увеличить дальность и точность стрельбы. Конструктивно она отличается от Accuracy International L96A1 / Arctic Warfare только механизмом стрельбы и подачи (затвором,магазином) которые были переработаны для работы с увеличенными размерами и рабочим давлением патронов Magnum.
Из этой винтовки в 2009 году был установлен рекорд по прицельной дальности. Британский снайпер Крейг Гаррисон поразил в Афганистане двух противников на расстоянии 2477 метров из винтовки L115A3.
В 2012 году компания Accuracy International прекратила выпуск винтовок Arctic Warfare Magnum (AWM); вскоре было свернуто производство и винтовок Arctic Warfare (AW). Вместо них в настоящее время выпускаются более совершенные винтовки семейства Accuracy International AX / AXMC.

## Страны-эксплуатанты
- Армения
- Великобритания — принята на вооружение вооруженных сил Великобритании под наименованием L115A1[4]
- Грузия
- Египет
- Индонезия
- Ирландия — на вооружении армейских снайперов вооруженных сил Ирландии[5]
- Испания
- Италия
- Израиль
- Малайзия
- Мальта
- Нидерланды
- Норвегия
- Польша
- Россия
- США
- Сингапур
- Чехия
- Франция
- Филиппины
- Республика Корея